# Menemerus falsificus
Menemerus falsificus là một loài nhện trong họ Salticidae.
Loài này thuộc chi Menemerus. Menemerus falsificus được Eugène Simon miêu tả năm 1868.